# المنجم (شمال سيناء)
المنجم إحدى قرى مركز الحسنة التابع لمحافظة شمال سيناء بجمهورية مصر العربية.